# Orawka (okres Nowy Targ)
Orawka (slovensky Oravka) je obec na polské Oravě, v gmině Jabłonka, v okrese Nowy Targ, který je součástí Malopolského vojvodství. Leží na řece Černá Orava. Přes obec vede evropská silnice E77.
V obci se hovoří oravským nářečím.

## Části obce
Cisconiówka, Farska, Kuligówka, Podkościół, Płócienkówka, Rola Wronowa, Sołtystwo, Świnkowa, Utratowa, Zawoda

### Osady
Dziedzicowa, Marchewki, Studzianki, Szklarze

## Historie
Do roku 1918 byla obec součástí Uherska, poté součástí první československé republiky. Od roku 1920 do roku 1939 byla součástí druhé polské republiky. V letech 1939 až 1945 byla součástí Slovenska.

## Pamětihodnosti
- Kostel sv. Jana Křtitele - z pol 17. století, jednolodní, srubová stavba, celá pokrytá šindelem, s charakteristickou věží. Je považován za jeden z nejcennějších dřevěných kostelů v jižním Polsku. Nachází se na stezce dřevěné architektury Malopolského vojvodství.

- Barvírna plátna. Vedle kostela stojí barvírna z 18. století, sklepy sloužily jako skladiště na obchodní cestě z Polska do Uher.

## Osobnosti
- Pavol Vitkai (1779–1842) , kněz, kanovník pro oravský distrikt, přísedící oravské soudní stolice, botanik a autor první botanické sbírky Oravy Flora Arvensis z roku 1822